# 桃花江桥
桃花江桥位于中国广西桂林市环城西二路跨桃花江处，上游不远处为湘桂铁路跨桃花江桥。该桥为一钢筋混凝土双铰桁架拱桥，长97.78米，宽14米，由桂林市市政工程设计室按50年一遇洪水的标准设计。该桥投资120万元，1985年7月开工，1988年3月完工。